# Трапезундское Евангелие

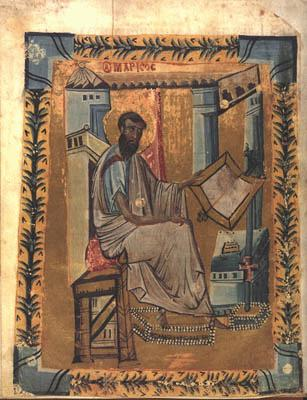
Миниатюра с изображением евангелиста Марка

Трапезундское Евангелие (ℓ 243 по Грегори-Аланду) — византийская иллюминированная рукопись на греческом языке, сборник текстов (лекционарий) из евангелий. Палеографически датируется XI веком, и 15 пергаменных листов (33 на 36,5 см) — X веком или ранее.

## Описание

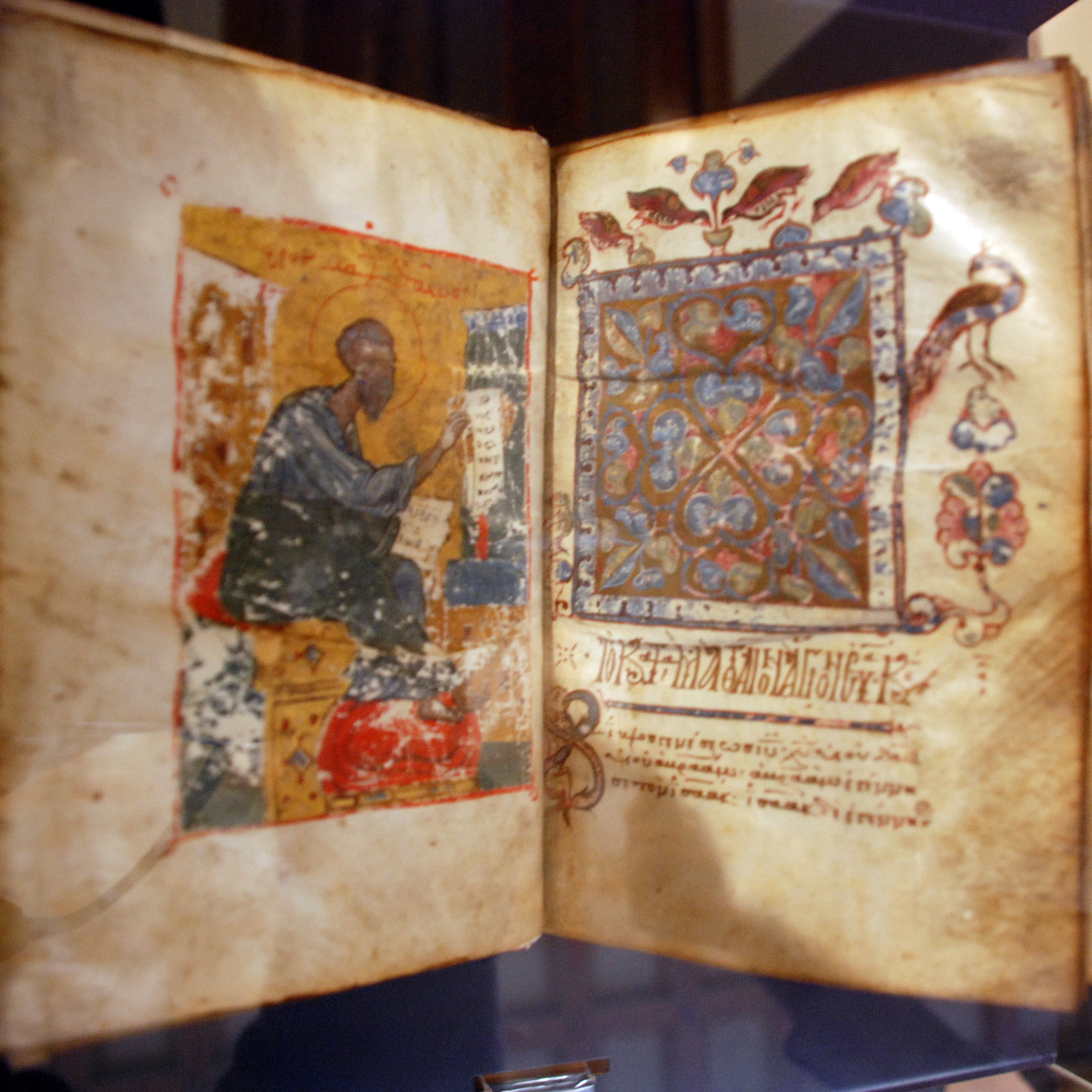
Трапезундское Евангелие

Текст в две колонки по 18 строк унциалом. Содержит 15 иллюстраций.
Книга была богато украшена золотом и драгоценными камнями для трапезундского императора Андроника II (1240—1266). В 1858 году была подарена митрополитом Трапезунда императору Александру II, которые передал её в Императорскую публичную библиотеку (в настоящее время — Российская национальная библиотека), где книга с тех пор и оставалась (Codex Gr. 21, 21a).
Изучалась и описывалась Э. Г. Муральтом, который в течение 26 лет работал библиотекарем Императорской публичной библиотеки.
Книга не цитируется в критических изданиях греческого Нового Завета (UBS3) из-за невысокой текстологической ценности.